# Bussloo (plaats)

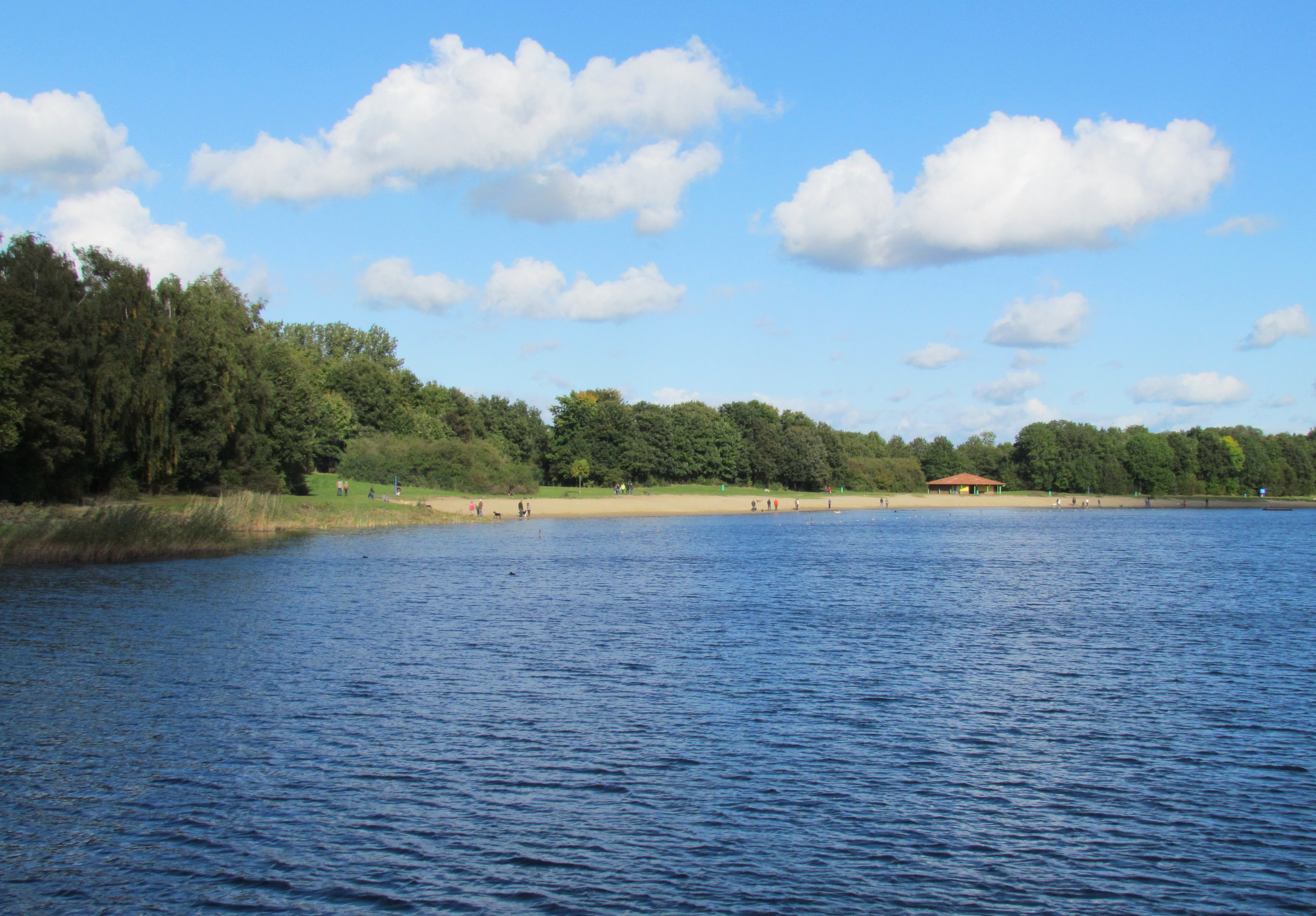
Recreatieplas Bussloo

Bussloo is een dorp in de gemeente Voorst in de Nederlandse provincie Gelderland. Het telt ongeveer 170 inwoners. Het dorp is vooral bekend van recreatieplas Bussloo.
De buurtschap wordt in 1794 vermeld als Boslo en in 1808 in de huidige spelling. Het was tevens de naam van een adellijk huis (havezate) en bijbehorend landgoed dat door huwelijk in 1775 van Th. O. van Dorth tot Medler, vrouwe van Bussloo (1757-1795) in de familie Van Wijnbergen kwam en tot 1994 in die familie is gebleven.
Het werd een dorp toen J.W.A. baron van Wijnbergen, heer van Bussloo (1779-1849) er in 1818 een katholieke kerk met pastorie liet bouwen. Bussloo is omringd door statige bomenlanen, bossen, velden en historische boerderijen van onder meer het landgoed De Poll. Verder is er een volkssterrenwacht en een voormalig mobilisatiecomplex.
In het recreatiegebied Bussloo vindt jaarlijks het Ground Zero Festival plaats. Daarnaast was er van 2008 tot 2012 het christelijke jongerenfestival Xnoizz Flevo Festival.